# Kanton Saint-Gervais-sur-Mare
Saint-Gervais-sur-Mare is een voormalig kanton van het Franse departement Hérault. Het kanton maakte deel uit van het arrondissement Béziers. Het werd opgeheven bij decreet van 26 februari 2014 met uitwerking op 22 maart 2015.

## Gemeenten
Het kanton Saint-Gervais-sur-Mare omvatte de volgende gemeenten:
- Les Aires
- Castanet-le-Haut
- Combes
- Hérépian
- Lamalou-les-Bains
- Le Poujol-sur-Orb
- Rosis
- Saint-Geniès-de-Varensal

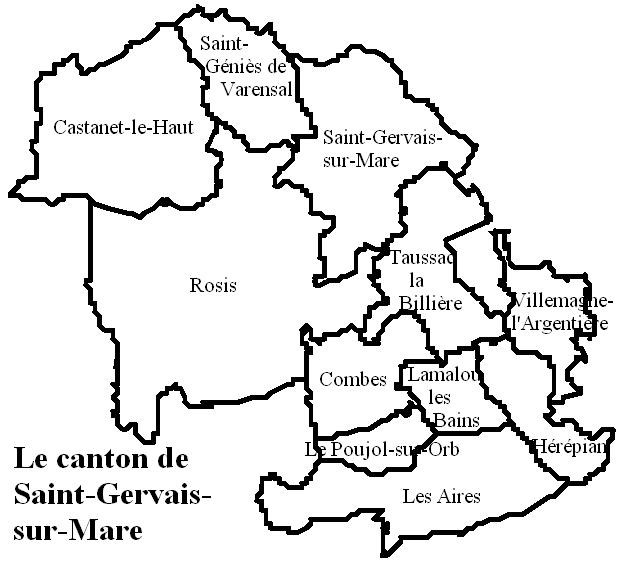
Gemeenten in het kanton

- Saint-Gervais-sur-Mare (hoofdplaats)
- Taussac-la-Billière
- Villemagne-l'Argentière